# Лето любви
«Ле́то любви́» (англ. The Summer of Love) — лето 1967 года, когда в квартале Сан-Франциско под названием Хейт-Эшбери собралось около ста тысяч хиппи, знакомых и незнакомых, чтобы праздновать любовь и свободу, создавая тем самым уникальный феномен культурного, социального и политического бунта.
Хиппи собирались и в Нью-Йорке, Атланте, Лос-Анджелесе, Филадельфии, Сиэтле, Портленде, Вашингтоне, Чикаго, Монреале, Торонто, Ванкувере, в европейских городах, но Сан-Франциско стал центром хипповой революции, кипящим котлом музыки, психоактивных веществ, сексуальной свободы, творческой экспрессии и политики. «Лето любви» стало кульминацией второй половины 1960-х годов, когда субкультура хиппи наконец заявила о себе во всеуслышание. Это беспрецедентное собрание людей иногда считают социальным экспериментом из-за образа жизни, который стал считаться нормой в «Лето любви» и в последующие годы. Он включает в себя жизнь в коммунах, равное и свободное распределение благ, нередко с участием незнакомых людей, употребление психоделических веществ, «свободную любовь». По иронии судьбы, лето 1967 года принесло США и один из сильнейших всплесков городского насилия, связанного, как правило, с расовой дискриминацией и последовавшими за этим столкновениями. Эту сторону лета 1967 года часто называют «Долгим жарким летом» (The Long, Hot Summer).

## Предыстория
Корни события находятся в таком явлении, как психоделическая (суб)культура. Она, в свою очередь, представляет собой синтез нескольких аспектов. Немалая часть соответствующей идеологии, мировоззрения, мироощущения заимствована из субкультуры битников, заявлявших о своей независимости от авторитарного строя США — но поколение второй половины 1960-х годов сделало больший упор на протест против коммерциализации американского общества. Хиппи имели минимально необходимый для выживания набор материальных ценностей, который зачастую обеспечивался диггерами и распределялся поровну. Медицинскую помощь можно было получить в бесплатной клинике Хейт-Эшбери (The Haight Ashbury Free Clinics, Inc.), основанной доктором Дэвидом Смитом.
Как следует из названия субкультуры, в первоначальной её основе было заложено употребление различных психоактивных веществ и эффекты, вызываемые ими. Апологетом этой стороны «Лета Любви» можно считать писателя Кена Кизи и группы его единомышленников, называвшихся Весёлыми Проказниками. Кизи лично участвовал в испытаниях ЛСД.

## «Лето любви»
В течение «Лета любви» около ста тысяч человек со всего мира собралось в районе Сан-Франциско Хейт-Эшбери, а также в Беркли и других городах Области залива Сан-Франциско. Бесплатная еда, бесплатные наркотики и свободная любовь были доступны в парке «Золотые ворота», бесплатная клиника (продолжающая свою работу по сей день) Дэвида Смита открылась для оказания медицинских услуг, а бесплатные магазины обеспечивали всё возрастающее число хиппи одеждой и товарами первой необходимости. Лето любви объединило множество людей самых разных возрастов и профессий.
Именно на этом мероприятии известный популяризатор психоделиков Тимоти Лири озвучил свою фразу: «Включайся, настраивайся, выпадай» (англ. Turn on, tune in, drop out). Эта фраза способствовала развитию контркультуры хиппи, поскольку она озвучила ключевые идеи протестов 1960-х годов. Эти идеи включали общинную жизнь и политическую децентрализацию. Термин «выпадание» стал популярным среди многих учащихся средних школ, колледжей и университетов, многие из которых бросили учёбу ради летней культуры хиппи.

Событие было объявлено хиппи-газетой Хейт-Эшбери, «San-Francisco Oracle» :
Новая концепция андерграундного празднования должна появиться, стать сознательной и распространяться, чтобы революция смогла бы сформироваться с возрождением сострадания, осознания и любви и раскрытием единства для всего человечества. 
Хэйт на своем пике был сердцем движимой ЛСД революции в сознании, музыке, искусстве, моде и образе жизни. Эксперименты, которые мы проводили в течение тех лет, не прошли понапрасну. Они открыли двери, через которые мы увидели своё истинное лицо и нашу общность. Конечно, были бэд-трипы, кражи, болезни, проблемы с властью, но все эти немногие инциденты были малой ценой, которую можно было заплатить за то, чтобы быть частью революции.
6 октября 1967 года «Лето любви» «официально» завершилось церемонией «The Death of the Hippie».

## Фестиваль в Монтерее 16—18 июня

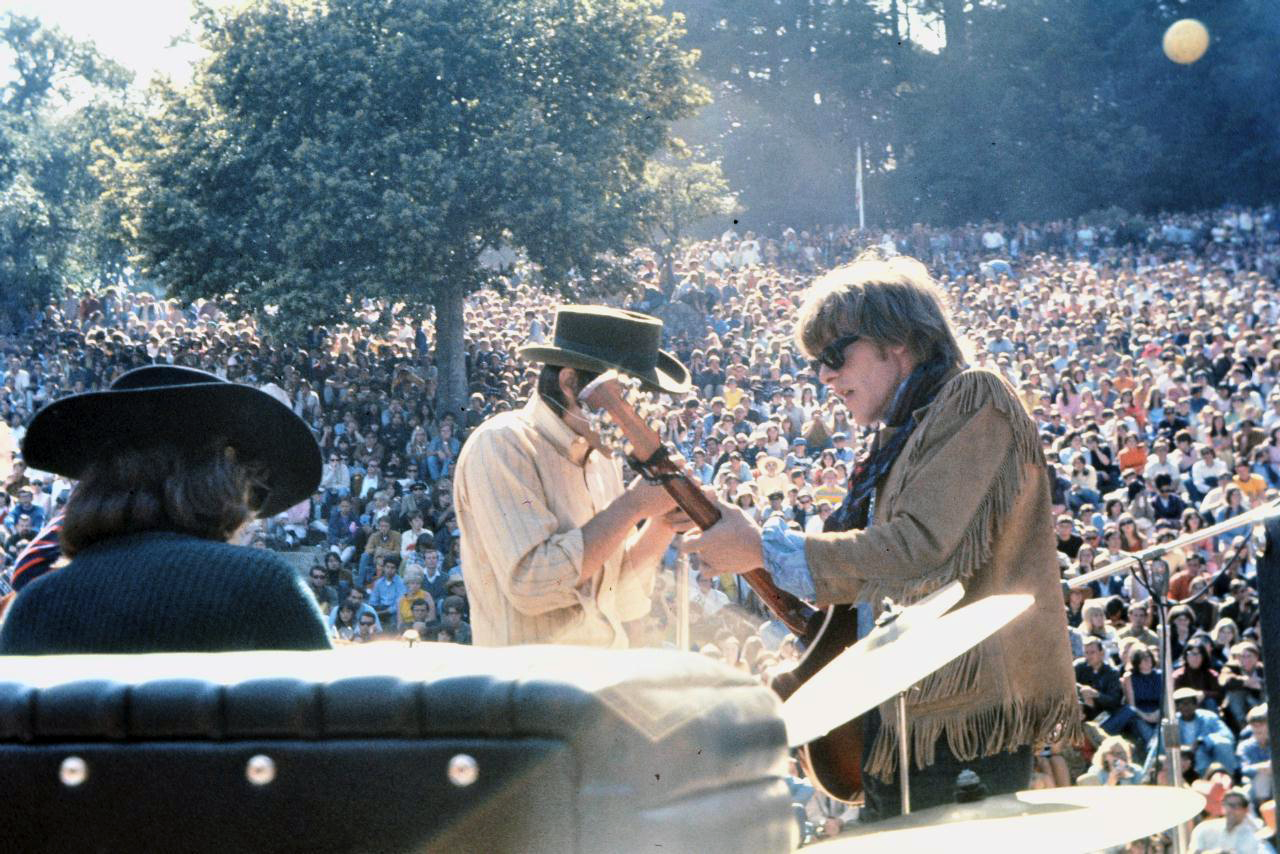
Участники Jefferson Airplane — Драйден, Балин, Кантнер

16 июня 1967 года начался Монтерейский фестиваль в Калифорнии, на котором, по словам Севы Новгородцева, широкая публика открыла для себя Джими Хендрикса и Дженис Джоплин.
Цитата из монографии кандидата исторических наук И. Б. Губанова:
Когда в «Лето любви» Сан-Франциско был запружен толпами хиппи со всей страны (общее количество приезжих оценивается цифрой до 100 тысяч человек — Pittel, 1968), Human Be-In летом 1967 плавно перетек в музыкальный фестиваль в Монтерее (16—18 июня 1967 г.), южном пригороде Сан-Франциско, на котором Доном Аланом Пэннебейкером (D.A. Pennebaker) снят талантливый цветной документальный фильм с его замечательными крупными планами, показывающими одухотворенные лица хипповской молодежи. На Монтерее блистали звезды психоделической культуры – проживавшая тогда в Хейт-Эшбери Дженис Джоплин с её мастерским блюзовым и роковым вокалом (выступала с рок-группой Big Brother and Holding Company) и Джими Хендрикс, чью виртуозную технику игры на гитаре до сих пор многие музыкальные критики считают непревзойденной (Selvin, 1992)…
Помимо Джоплин и Хендрикса в фестивале приняли участие такие исполнители, как The Who, Grateful Dead, Jefferson Airplane, Quicksilver Messenger Service, Otis Redding, The Byrds, The Animals.

## Влияние на культуру
Для групп, оказавших ключевое влияние на развитие рок-музыки, «Лето любви» и фестиваль в Монтерее оказались важнейшим периодом в развитии. Отголоски психоделик-рока отчётливо слышны в творчестве исполнителей более поздних направлений — прогрессив-рока, Rock in Opposition и др., в целом же психоделическая культура наложила свой отпечаток фактически на все области культуры.
Новоиспечённые дети цветов, возвращаясь домой, к привычному образу жизни, распространяли в городах США, Канады, Западной Европы, Австралии, Новой Зеландии и Японии новые идеи, идеалы, а также принципы поведения и моды.